# Battaglia di Thaniyyat al-'Uqab
La battaglia di Thaniyyat al-ʿUqāb (in arabo ﻣﻌﺮﻛـة ثَـنِـيّـة العُـقاب‎?, Maʿrakat Thaniyyat al-ʿUqāb, ossia "Battaglia del passo dell'aquila") fu combattuta nel 634 tra l'esercito musulmano del Califfato dei Rashidun, al comando di Khālid b. al-Walīd, e quello dell'Impero bizantino.
Le forze califfali miravano a isolare la città di Damasco dal resto della regione. Khālid piazzò suoi distaccamenti a sud della strada per la Palestina e a nord della strada che univa Damasco a Emesa, inviando numerosi distaccamenti minori verso Damasco.
I rinforzi spediti dall'Imperatore bizantino Eraclio I furono intercettati e messi in rotta al Passo dell'Aquila.

Leone Caetani parla però di Thaniyya Ǧilliq (= Ǧillin), un luogo «non... lontano dal punto dove due anni dopo i Greci concentrarono di nuovo le loro schiere prima del disastro finale sul Yarmūk», ma Balādhurī parla espressamente di "Thaniyyat al-ʿUqāb",